# San José Miahuatlán
San José Miahuatlán là một đô thị thuộc bang Puebla, México. Năm 2005, dân số của đô thị này là 11883 người.